# Dicranomyia phalaris
Dicranomyia phalaris är en tvåvingeart som först beskrevs av Alexander 1956.  Dicranomyia phalaris ingår i släktet Dicranomyia och familjen småharkrankar.
Artens utbredningsområde är Uganda. Inga underarter finns listade i Catalogue of Life.